# Faro di Green Island
Haulbowline Range Rear, noto come faro di Green Island, è un fanale "offshore" situato nel fiordo di Carlingford Lough, sul confine tra Repubblica d'Irlanda e Irlanda del Nord in acque territoriali britanniche. Il faro è gestito da Commissioners of Irish Lights, l'autorità generale per i fari in entrambi i paesi.